# Alain Adriaens
Alain Adriaens, né le 12 septembre 1949 à Charleroi (Belgique), est un homme politique belge bruxellois, membre et cofondateur d'Ecolo.
Chimiste spécialisé en biochimie, il a réalisé des recherches en génétique moléculaire. Il a obtenu un diplôme en écologie végétale à l'Université d'Alger[Laquelle ?].

## Carrière politique
- 1982-1988 : conseiller communal à Ixelles
- 1989-2004 : député régional bruxellois[1],[2]
- 2005-2011 : conseiller communal  à Ixelles
- 2011-         : membre du mouvement politique des objecteurs de croissance (mpOC).

En 1999, il devient gestionnaire d'Ideal Freight, société familiale créée  par son père en 1977. Il est également vice-président de l'Union professionnelle du transport et de la logistique (UPTR).

## Publications
- Le changement vers la durabilité : œuvre des individus ou des collectifs ?, Etopia, juillet 2005.
- La planète, menacée par la famine ?, Etopia, décembre 2006.
- L’Homme est-il bon ? Une critique écologiste de la dissociété néolibérale, Etopia, juillet 2007.
- 2007, l’année ou l’humanité a atteint les limites de l’écosystème Terre ?, Etopia, janvier 2008.
- Les pénuries alimentaires graves sont là... comment y remédier ?, Etopia, mai 2008.
- L’eau, question sociale du XXIe siècle, Etopia, septembre 2008.
- Prévisibilité de la crise financière mondiale : mensonge, crimes et châtiments ?, Etopia, décembre 2008.
- avec François Martou, Jos Orenbush et Riccardo Petrella, Au-delà du replâtrage actuel, un nouveau système économique mondial, Etopia, décembre 2008.
- La galaxie des contestataires de la monnaie conventionnelle, Etopia, octobre 2009.
- Polémiques et relations homme/nature autour du blockbuster Avatar, Etopia, juin 2010.
- Les lois des hommes et de la nature, François Ost, Alain Adriaens, Ecologie & politique n ° 8, 1993, p. 7-14.
- Belgique : l’écologie politique sans complexes, Henri Goldman, Alain Adriaens, Ecologie & politique n ° 11-12, 1994.
- Petit guide à l’usage de ceux qui veulent mettre en pratique l’objection de croissance, mpOC, 2013